# Liste der Erzbischöfe von Dublin
Die römisch-katholischen Bischöfe des 633 errichteten Bistums Dublin hatten seit dem 11. Jahrhundert ihren Sitz an der Christ Church Cathedral. Seit der Erhebung des Bistums in den Rang eines Erzbistums im Jahr 1152 waren die Erzbischöfe von Dublin Metropoliten der Kirchenprovinz Dublin. Nach einer Übergangszeit im 16. Jahrhundert gehörten die in der Christ Church Cathedral residierenden Erzbischöfe der durch Heinrich VIII. als Staatskirche errichteten Church of Ireland an. Die weiterhin bestehende katholische Hierarchie erhielt mit der Prokathedrale der Unbefleckten Empfängnis der Hl. Jungfrau Maria eine neue Bischofskirche.

## Bischöfe und Erzbischöfe bis zur Reformation
…
- Dunan (Donatus I.) (ca. 1030–1074)
- Gilla Pátraic (Patricius, Patrick) (1074–1084)
- Donngus Ua hAingliu (Donatus II.) (1085–1095)
- Samuel Ua hAingliu (1096–1121)
- Gréne (Gregorius, Gregor) (1121–1161) (ab 1152 erster Erzbischof)
- Lorcán Ua Tuathail (Laurentius, Laurence O’Toole) (1162–1180)
- John Comyn (1182–1212)
- Henry of London (1213–1228) (ab der Vereinigung mit dem Bistum Glendalough 1216 Erzbischof von Dublin und Glendalough)
- Luke (1230–1255)
- Fulk of Sandford (1256–1271)
- John of Darlington OP (1279–1284)
- John of Sandford (1286–1294)
- Thomas de Chadworth (nicht geweiht) (1295–1299)
- William Hotham OP (1297–1298)
- Richard of Ferrings (1299–1306)
- Richard de Havering (nicht geweiht) (1307–1310)
- John Lech (Leeck) (1311–1313)
- Alexander Bicknor (1317–1349) (auch Lordkanzler von Irland)
- John de St Paul (1350–1362) (auch Lordkanzler von Irland)
- Thomas Minot (1363–1375)
- Robert Wikeford (1376–1390) (auch Lordkanzler von Irland)
- Robert Waldby OSA (1391–1395) (danach Bischof von Chichester)
- Richard Northalis OCarm (1396–1397)
- Thomas Cranley (1397–1417) (auch Lordkanzler von Irland)
- Richard Talbot (1418–1449) (auch Lordkanzler von Irland)
- Michael Tregury (1450–1471)
- John Walton (1472–1484)
- Walter Fitzsimons (1484–1511) (auch Lordkanzler von Irland)
- William Rokeby (1512–1521) (auch Lordkanzler von Irland)
- Hugh Inge OP (1523–1528) (auch Lordkanzler von Irland)
- John Alen oder Allen (1530–1534) (auch Lordkanzler von Irland)

## Erzbischöfe der Reformationszeit
- George Browne (1536–1554) (von Heinrich VIII. ernannter anglikanischer Erzbischof)
- Hugh Curwen (1555–1567) (auch Lordkanzler von Irland, zunächst katholisch, später anglikanisch, ab 1567 Bischof von Oxford)

## Römisch-katholische Erzbischöfe von Dublin
- Dermitius O’Hurley († 1584)
- Sedisvakanz (1567–1591)
  - Cornelius Stanley (Generalvikar)
  - Donald oder Daniel O’Farrell
- Mateo de Oviedo OFM (1600–1610)
- Eugene Matthews (1611–1623)
- Thomas Fleming OFM (1623–1651)
  - James Dempsey (1657–1665) (Apostolischer Vikar)
  - Richard Butler (1665–...) (Apostolischer Vikar)
- Peter Talbot (1669–1680)
  - Gerard Tellin (Teeling) (1681, Apostolischer Vikar, Amt nicht angetreten)
- Patrick Russell (1683–1692)
- Peter Creagh (1693–1712)
- Edmund Byrne (1712–1724)
- Edward Murphy (1724–1729)
- Luke Fagan (1729–1733)
- John Linegar (1734–1757)
- Richard Lincoln (1757–1763)
- Patrick Fitzsimon (1763–1769)
- John Carpenter (1770–1786)
- John Thomas Troy OP (1786–1823)
- Daniel Murray (1823–1852)
- Paul Kardinal Cullen (1852–1878)
- Edward Kardinal McCabe (1879–1885)
- William Joseph Walsh (1885–1921)
- Edward Joseph Byrne (1921–1940)
- John Charles McQuaid CSSp (1940–1971)
- Dermot J. Ryan (1971–1984)
- Kevin McNamara (1984–1987)
- Desmond Kardinal Connell (1988–2004)
- Diarmuid Martin (2004–2020)
- Dermot Pius Farrell (seit 2020)

## Anglikanische Erzbischöfe von Dublin
- Adam Loftus (1567–1605)
- Thomas Jones (1605–1619)
- Lancelot Bulkeley (1619–1650)
  - Sedisvakanz von 1650 bis 1661
- James Margetson (1661–1663, dann Erzbischof von Armagh)
- Michael Boyle (1663–1679, dann Erzbischof von Armagh)
- John Parker (1679–1681)
- Francis Marsh (1682–1693)
- Narcissus Marsh (1694–1703, dann Erzbischof von Armagh)
- William King (1703–1729)
- John Hoadly (1730–1742, dann Erzbischof von Armagh)
- Charles Cobbe (1743–1765)
- William Carmichael (1765)
- Arthur Smyth (1766–1771)
- John Cradock (1772–1778)
- Robert Fowler (1779–1801)
- Charles Agar (1801–1809)
- Euseby Cleaver (1809–1819)
- John Beresford (1820–1822, dann Erzbischof von Armagh)
- William Magee (1822–1831)
- Richard Whately (1831–1863, ab 1846 Erzbischof von Dublin, Kildare und Glendalough)
- Richard Chenevix Trench (1864–1884)
- William Conyngham Plunket (1885–1897)
- Joseph Peacocke (1897–1915)
- John Bernard (1915–1919)
- Charles D’Arcy (1919–1920)
- John Gregg (1920–1939, dann Erzbischof von Armagh)
- Arthur Barton (1939–1956)
- George Simms (1956–1969, dann Erzbischof von Armagh)
- Alan Buchanan (1969–1977)
- Henry McAdoo (1977–1985, nach Abtrennung von Kildare seit 1977 Erzbischof von Dublin und Glendalough)
- Donald Caird (1985–1996)
- Walton Empey (1996–2002)
- John Neill (2002–2011)[1]
- Michael Jackson (seit 2011)